# Rasmus Quaade

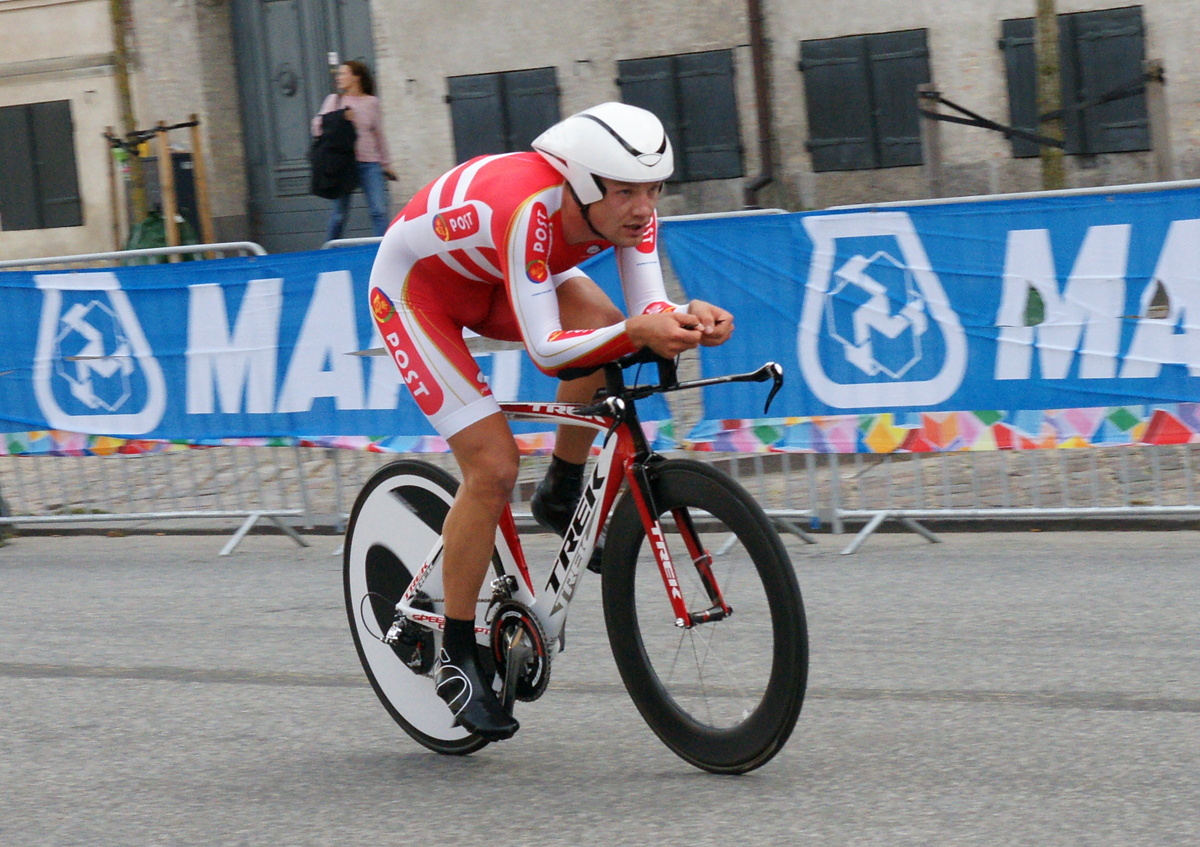
Rasmus Quaade tijdens het WK Tijdrijden 2011 voor beloften in Kopenhagen.

Rasmus Christian Quaade (Kopenhagen, 7 januari 1990) is een Deens wielrenner die tussen 2019 en 2021 reed voor Riwal-Readynez Cycling Team. In 2011 werd hij in zijn geboortestad tweede op het wereldkampioenschap tijdrijden voor beloften.

## Overwinningen
2010
 Deens kampioen tijdrijden, Beloften
Chrono Champenois
2011
 Deens kampioen tijdrijden, Elite
 Deens kampioen tijdrijden, Beloften
2012
 Deens kampioen tijdrijden, Beloften
 Europees kampioen tijdrijden, Beloften
2014
 Deens kampioen tijdrijden, Elite
Chrono Champenois
2017
3e etappe Ronde de l'Oise
2018
Classic Loire-Atlantique
Duo Normand (met Martin Toft Madsen)
2019
Fyen Rundt
Duo Normand (met Mathias Norsgaard)

## Reultaten in voornaamste wedstrijden
| Jaar | Luik-Bast.‑Luik | Parijs-Tours |
| ---- | --------------- | ------------ |
| 2015 | opgave          |              |
| 2016 |                 |              |
| 2017 |                 |              |
| 2018 |                 |              |
| 2019 |                 | 21e          |

## Ploegen
- 2009 –  Blue Water-Cycling for Health
- 2010 –  Team Designa Køkken-Blue Water
- 2011 –  Team Concordia Forsikring-Himmerland
- 2012 –  Blue Water Cycling
- 2013 –  Team Trefor
- 2014 –  Team Trefor-Blue Water
- 2015 –  Cult Energy Pro Cycling
- 2016 –  Stölting Service Group
- 2017 –  Team Giant-Castelli
- 2018 –  BHS-Almeborg-Bornholm
- 2019 –  Riwal-Readynez Cycling Team
- 2020 –  Riwal Securitas Cycling Team
- 2021 –  Riwal Cycling Team

A.K. Andersen · S.K. Andersen · Bøje-Pedersen · von Folsach · Guldhammer · Hemmsen · Larsen · Mørkøv · Mygind · Olesen · Plesner · Quaade · Rosenberg · Vinjebo
Andersen · Clausen · Foder Holm · von Folsach · Guldhammer · Mygind · Nielsen · Pedersen · Plesner · Quaade · Rahbek · Riis · Vorre Louring
Carbel · Downing · Gerdemann · Guldhammer · Hník · Kirsch · Larsson · Lemarchand · Mager · Mortensen · Pedersen · Quaade · Reihs · Vinther · Wegmann · Zangerlé
Andreasen · Bregnhøj · Hansen · Hjort · Hulgaard · Jensen · Klaris · C. Lisson · J. Lisson · Madsen · Nikolajsen · Pedersen · Quaade · Skov-Jensen · Toudal